# Белое (озеро, Бояриновская волость Себежского района)
Белое — озеро в Бояриновской волости Себежского района Псковской области, в 4 км к юго-востоку от озера Братилово-Чайки.
Площадь — 1,0 км² (95,0 га, с 2 островами (6 га) — 101,0 га), максимальная глубина — 6,2 м, средняя глубина — 3,7 м. Площадь водосборного бассейна — 5,39 км². Высота над уровнем моря — 167 м.
Близлежащими деревнями являются Замошица (в 3,5 км к западу) и Глубокое (в 2 км к северу). Из крупных деревня Чайки находится в 4 км к северо-западу от озера.
Проточное. Относится к бассейну реки Утуга, впадающая в озеро Нища — истока реки Нища, которая впадает в свою очередь в реку Дрисса бассейна Западной Двины.
Тип озера плотвично-окуневый с лещом. Массовые виды рыб: щука, лещ, плотва, окунь, густера, ерш, красноперка, карась, линь, вьюн, язь, налим.
Для озера характерны: крутые, отлоги и низкие берега, частью заболочены, прибрежные леса. В литорали — песок, заиленный песок, ил, в центре — ил. Есть сплавины, коряги.